# Milichia patrizii
Milichia patrizii är en tvåvingeart som beskrevs av Willi Hennig 1952. Milichia patrizii ingår i släktet Milichia och familjen sprickflugor. Inga underarter finns listade i Catalogue of Life.